# FA Cup 1875-76
La Football Association Challenge Cup 1875-76 fue la quinta edición de la FA Cup, el torneo de fútbol más viejo de Inglaterra. Participaron treinta y dos equipos, tres más que en la temporada anterior, aunque cinco de estos no disputaron ningún partido.

## Formato
La quinta FA Cup se disputó con estilo de eliminatoria, similar a la Copa Mundial de 1934.

## Primera ronda
| Local                | Resultado | Visitante            | Fecha                   |
| -------------------- | --------- | -------------------- | ----------------------- |
| Maidenhead           | 2–0       | Ramblers             | 23 de octubre de 1875   |
| Upton Park           | 1–0       | Southall             | 23 de octubre de 1875   |
| Wanderers            | 5–0       | 1st Surrey Rifles    | 23 de octubre de 1875   |
| Reigate Priory       | 1–0       | Barnes               | 30 de octubre de 1875   |
| Swifts               | 2–0       | Marlow               | 3 de noviembre de 1875  |
| Oxford University    | 6–0       | Forest School        | 6 de noviembre de 1875  |
| Panthers             | 1–0       | Woodford Wells       | 6 de noviembre de 1875  |
| 105th Regiment       | 0–0       | Crystal Palace       | 6 de noviembre de 1875  |
| Herts Rangers        | 4–0       | Rochester            | 6 de noviembre de 1875  |
| Old Etonians         | 4–1       | Pilgrims             | 9 de noviembre de 1875  |
| Royal Engineers      | 15–0      | High Wycombe         | 10 de noviembre de 1875 |
| Cambridge University | Walkover  | Civil Service        | Fecha desconocida       |
| South Norwood        | Walkover  | Clydesdale           | Fecha desconocida       |
| Clapham Rovers       | Walkover  | Hitchin              | Fecha desconocida       |
| Sheffield            | Walkover  | Shropshire Wanderers | Fecha desconocida       |
| Leyton               | Walkover  | Harrow Chequers      | Fecha desconocida       |

### Partido de desempate
| Local          | Resultado | Visitante      | Asist. | Estadio         | Fecha                   |
| -------------- | --------- | -------------- | ------ | --------------- | ----------------------- |
| Crystal Palace | 3–0       | 105th Regiment | 1 578  | Kennington Oval | 20 de noviembre de 1875 |

## Segunda ronda
| Local             | Resultado | Visitante            | Fecha                   |
| ----------------- | --------- | -------------------- | ----------------------- |
| Reigate Priory    | 0–8       | Cambridge University | 11 de diciembre de 1875 |
| Wanderers         | 3–0       | Crystal Palace       | 11 de diciembre de 1875 |
| South Norwood     | 0–5       | Swifts               | 11 de diciembre de 1875 |
| Old Etonians      | 8–0       | Maidenhead United    | 11 de diciembre de 1875 |
| Clapham Rovers    | 12–0      | Leyton               | 18 de diciembre de 1875 |
| Oxford University | 8–2       | Herts Rangers        | 18 de diciembre de 1875 |
| Sheffield         | Walkover  | Upton Park           | Fecha desconocida       |
| Royal Engineers   | Walkover  | Panthers             | Fecha desconocida       |

## Tercera ronda
| Local                | Resultado | Visitante         | Fecha               |
| -------------------- | --------- | ----------------- | ------------------- |
| Royal Engineers      | 1–3       | Swifts            | 29 de enero de 1876 |
| Wanderers            | 2–0       | Sheffield         | 29 de enero de 1876 |
| Old Etonians         | 1–0       | Clapham Rovers    | 29 de enero de 1876 |
| Cambridge University | 0–4       | Oxford University | 31 de enero de 1876 |

## Semifinales
| Local             | Resultado | Visitante    | Estadio         | Fecha                 |
| ----------------- | --------- | ------------ | --------------- | --------------------- |
| Wanderers         | 2–1       | Swifts       | Kennington Oval | 26 de febrero de 1876 |
| Oxford University | 0–1       | Old Etonians | Kennington Oval | 19 de febrero de 1876 |

## Final
| Local     | Resultado | Visitante    | Asist. | Estadio         | Fecha               |
| --------- | --------- | ------------ | ------ | --------------- | ------------------- |
| Wanderers | 1–1       | Old Etonians | 3 000  | Kennington Oval | 11 de marzo de 1876 |

### Partido de desempate
| Local     | Resultado | Visitante    | Asist. | Estadio         | Fecha               |
| --------- | --------- | ------------ | ------ | --------------- | ------------------- |
| Wanderers | 3–0       | Old Etonians | 3 500  | Kennington Oval | 18 de marzo de 1876 |

|           |
| Campeón   |
| Wanderers |
| 3º título |